# Префектура Мијазаки
Мијазаки (Јапански:宮崎県; Miyazaki-ken) је префектура у Јапану која се налази на острву Кјушу. Главни град је Мијазаки.

## Географија

### Градови
Девет градова се налази у Мијазаки префектури:
| - Ебино - Хјуга - Кобајаши | - Кушима - Мијаконоџо - Мијазаки (главни град) | - Ничинан - Нобеока - Саито |

### Области
Градови и села сваке области:
| - Област Хигашимороката - Аја - Кунитоми - Област Хигашиусуки - Кадогава - Мисато - Мороцука - Шиба | - Област Китамороката - Мимата - Област Коју - Каваминами - Киџо - Нишимера - Шинтоми - Таканабе - Цуно | - Област Нишимороката - Такахару - Област Нишиусуки - Гокасе - Хинокаге - Такачихо |

## Саобраћај

### Железница
- JR Кјушу
  - Главна линија Нипо, Железничка линија Мијазаки Куко, Железничка линија Ничинан, Железничка линија Кито, Железничка линија Хисацу

### Аутобуски превоз
- Мијазаки Коцу

### Аеродром
- Аеродром Мијазаки